# Prêmio Berwick
O Prêmio Berwick e o Prêmio Berwick Sênior (em inglês:  Berwick Prize e Senior Berwick Prize) são dois prêmios da London Mathematical Society (LMS) concedidos em anos alternados, em memória de William Edward Hodgson Berwick, ex-vice-presidente da LMS. Berwick deixou uma quantia em dinheiro para a LMS a fim de ser criado o prêmio. Sua viúva, Daisy May Berwick, transferiu o dinheiro à LMS, sendo o primeiro Prêmio Berwick Sênior concedido em 1946, e o primeiro Prêmio Berwick Júnior no ano seguinte. Os prêmios são concedidos "em reconhecimento a um trabalho destacado na pesquisa matemática … publicado pela sociedade" nos oito anos anteriores ao ano de láurea.
O Prêmio Berwick foi conhecido como Prêmio Berwick Júnior até 1999, e teve seu nome atual estabelecido na premiação de 2001.

## Laureados com o Prêmio Berwick Sênior
- 1946 Louis Mordell
- 1948 John Henry Constantine Whitehead
- 1950 Kurt Mahler
- 1952 William Vallance Douglas Hodge
- 1954 Harold Davenport
- 1956 Edward Charles Titchmarsh
- 1958 Philip Hall
- 1960 John Edensor Littlewood
- 1962 Graham Higman
- 1964 Walter Hayman
- 1966 Frank Bonsall
- 1968 George Leo Watson
- 1970 Alfred Goldie
- 1972 Richard Rado
- 1974 Paul Cohn
- 1976 Albrecht Fröhlich
- 1978 Edward Wright
- 1980 Christopher Hooley
- 1982 John Griggs Thompson
- 1984 James Alexander Green
- 1986 Godfrey Peter Scott
- 1988 David Epstein
- 1990 Nigel Hitchin
- 1992 James Eells
- 1994 Andrew Ranicki
- 1996 Roger Heath-Brown
- 1998 Edward Brian Davies
- 2000 John Toland
- 2002 Jeremy Rickard
- 2004 Boris Zilber
- 2006 Miles Reid
- 2008 Kevin Buzzard
- 2010 Dusa McDuff
- 2012 Ian Agol
- 2014 Daniel Freed, Michael Jerome Hopkins, Constantin Teleman
- 2016 Keisuke Hara, Masanori Hino[6]
- 2018 Marc Levine

## Laureados com o Prêmio Berwick
- 1947 Arthur Geoffrey Walker
- 1949 Lionel Cooper
- 1951 David Bernard Scott
- 1953 Douglas Northcott
- 1955 Walter Hayman
- 1957 Claude Ambrose Rogers
- 1959 Ioan James
- 1961 Michael Atiyah
- 1963 Frank Adams
- 1965 Charles Wall
- 1967 John Kingman
- 1969 Graham Robert Allan
- 1971 John Horton Conway
- 1973 David G. Larman
- 1975 Richard G. Haydon
- 1977 George Lusztig
- 1979 Bob Vaughan
- 1981 Roger Heath-Brown
- 1983 David H. Hamilton
- 1985 Charles John Read
- 1987 Peter Linnell
- 1989 Geoffrey Raymond Robinson
- 1991 William Crawley-Boevey
- 1993 Trevor Wooley
- 1995 John Greenlees
- 1997 Dugald Macpherson
- 1999 David Burns
- 2001 Marcus du Sautoy
- 2003 Tom Bridgeland
- 2005 Iain Gordon
- 2009 Joseph Chuang e Radha Kessar
- 2015 Pierre-Emmanuel Caprace, Nicolas Monod